# Ext3cow
ext3cow, або third extended filesystem with copy-on-write, — файлова система з відкритим початковим кодом, яка має підтримку версійності. Побудована на основі файлової системи ext3. Дозволяє переглянути стан файлової системи в будь-який момент часу в минулому.
Деякі переваги ext3cow:
- простір імен не засмічується іменами версій;
- мінімальне додаткове навантаження для створення версій;
- являє собою окремий модуль, не вимагає змін ядра і VFS-інтерфейсу.